# Kuppampalya, Mulbagal
Kuppampalya là một làng thuộc tehsil Mulbagal, huyện Kolar, bang Karnataka, Ấn Độ.